# Conde de Sousa Rosa
Conde de Sousa Rosa é um título nobiliárquico criado por D. Carlos I de Portugal, por Decreto de 25 de Novembro de 1906, em favor de Tomás de Sousa Rosa.
Titulares
1. Tomás de Sousa Rosa, 1.º Conde de Sousa Rosa.